# Kiliya (huyện)
Huyện Kiliya (tiếng Ukraina: Кілійський район, chuyển tự: Kiliyas'kyi raion) là một huyện của tỉnh Odessa thuộc Ukraina. Huyện Kiliya có diện tích 1358 km², dân số theo điều tra dân số ngày 5 tháng 12 năm 2001 là 58707 người với mật độ 43 người/km2. Trung tâm huyện nằm ở Kiliya.